# Gruppo Sportivo Carbosarda 1950-1951
Questa voce raccoglie le informazioni riguardanti il Gruppo Sportivo Carbosarda  nelle competizioni ufficiali della stagione 1950-1951.

## Rosa
| N. |                   | Ruolo | Calciatore        |
| -- | ----------------- | ----- | ----------------- |
|    | Italia (bandiera) | A     | Alessandro Adam   |
|    | Italia (bandiera) | D     | Amedeo Buttarelli |
|    | Italia (bandiera) | A     | Egidio Cattaneo   |
|    | Italia (bandiera) | P     | S. Cocciu         |
|    | Italia (bandiera) | A     | Lino Colombo      |
|    | Italia (bandiera) | A     | Silvio Contu      |
|    | Italia (bandiera) | A     | Stefano Ferrari   |
|    | Italia (bandiera) | A     | Mario Fiori       |

| N. |                   | Ruolo | Calciatore        |
| -- | ----------------- | ----- | ----------------- |
|    | Italia (bandiera) | A     | Alvaro Lasi       |
|    | Italia (bandiera) | D     | Alfio Michelucci  |
|    | Italia (bandiera) | A     | Athos Miniati     |
|    | Italia (bandiera) | C     | Franco Servetto   |
|    | Italia (bandiera) | C     | Franco Tanelli    |
|    | Italia (bandiera) | C     | Salvatore Zichina |
|    | Italia (bandiera) | D     | Carlo Zoboli      |